# 小行星4092
小行星4092（4092 Tyr）是一颗围绕太阳公转的小行星。1986年10月8日，波爾·延森在霍尔拜克发现了此天体。
該小行星以北歐神話的戰神提爾命名。
这颗小行星的绝对星等为109.17029等。